# 自然环境

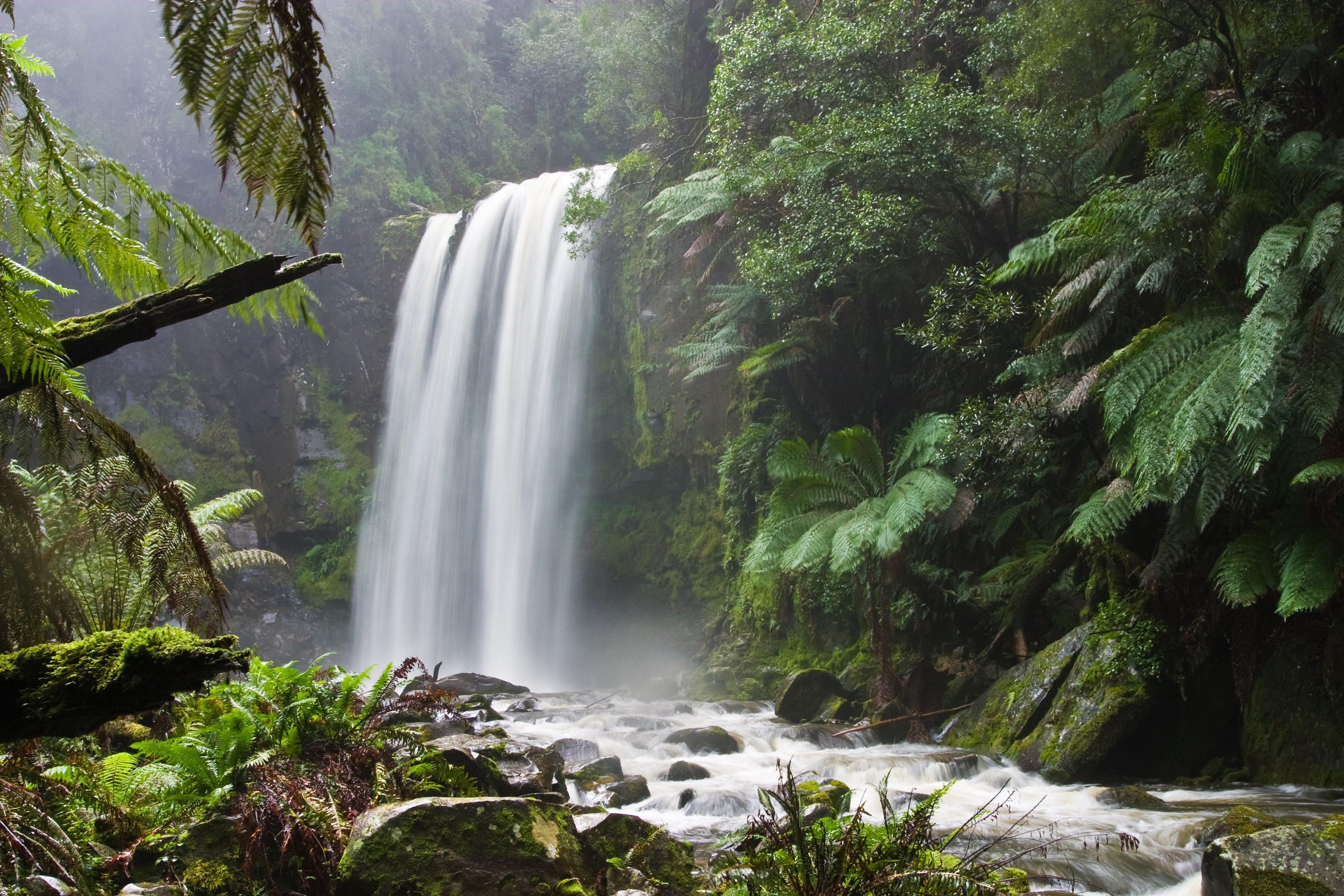
土地管理政策被制定保存澳洲霍普頓瀑布的自然特性，同时有充裕的遊客訪問。

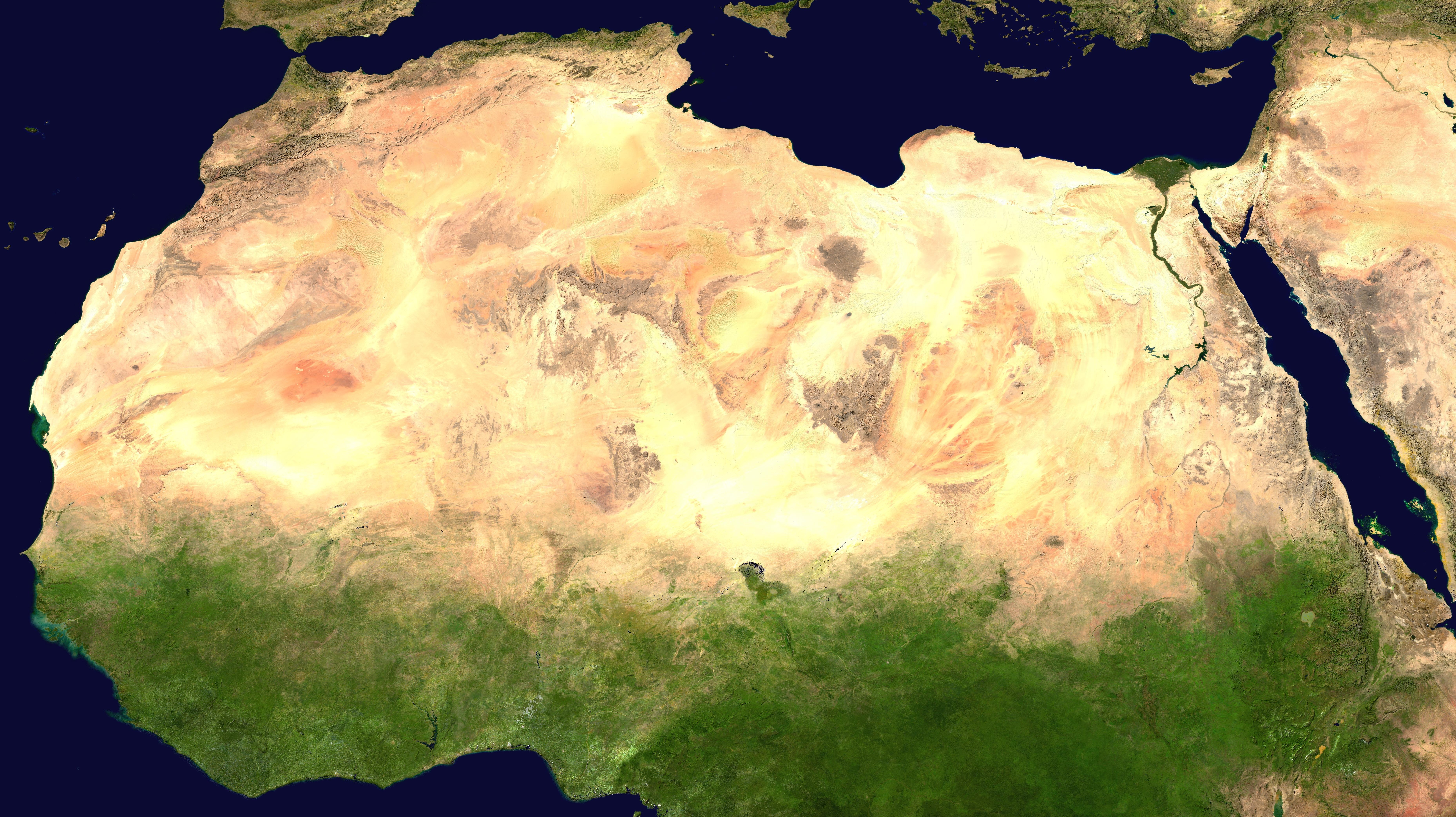
撒哈拉大沙漠的衛星圖像，它是世界上最大的炎熱的沙漠，和在南極洲和北極地区之後的第三大沙漠。

自然环境指地球或一些区域上一切生命和非生命的事物以自然的状态呈现。這是一個環境涵蓋了所有生物之間的相互作用。
自然環境可分為幾個主要組成部分：
- 完整的生態單位，是指沒有受到人為大規模干擾下自我運作的自然系統，包括所有植物，動物，微生物，土壤，岩石，大氣，和在其範圍內發生的自然現象。
- 不受人類活動影響的普遍的自然資源和物理現象，如空氣，水和氣候，以及能源，輻射，電荷和磁性。

自然環境是對比建成環境，建成環境當中包括區域和組件受人類的強烈影響。一個地理區域被认為是一個自然的環境。
發現完全自然的環境是困難的，并且自然度有連續的變化是常見的，有從一個極端的0％的自然度，到另一极端理想的100％的純自然度。更確切地說，我們能夠考慮環境的不同方面或組成部分，看到它們的自然度並不均勻。例如，如果我們以農田为例，並考慮其礦物學成分和土壤結構，我們會發現，而前者是非常相似的未受干擾的林地土壤，但其結構是相當的不同。
自然環境是經常被用來作為棲息地的同義字。例如，當我們說長頸鹿的自然環境是熱帶稀樹草原。

## 組成

地球的層狀結構。（1）內核;（2）外核;（3）下地幔;（4）上地幔;（5）岩石圈;（6）地殼

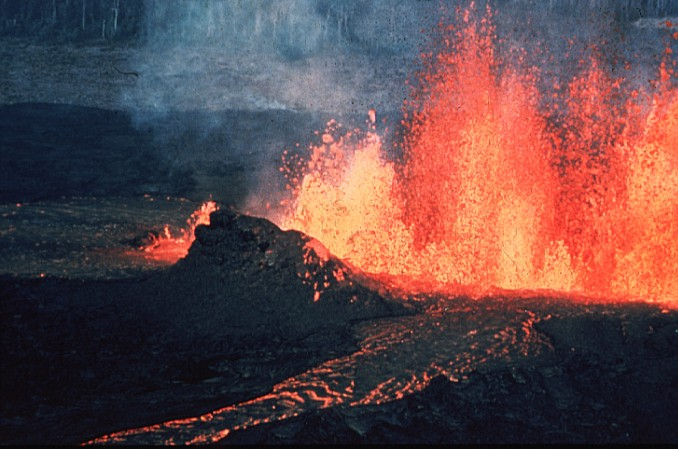
火山裂縫和熔岩通道。

地球科學普遍認同有4个領域，岩石圈，水圈，大氣，生物圈，對應於岩石，水，空氣和生命。
構成及影響自然环境的物质种类很多。主要有空氣、水、植物、動物、土壤、岩石礦物、太阳辐射等。

## 地質活動
地質的表面，或稱岩石圈、地殼，是地球表面最外層的固體。主要是由岩漿（熔化的岩石）冷卻凝固而成的堅硬石塊。其下方又分為地函、地核兩大部分，地函位於地殼之下、地核之上，和地殼以莫氏不連續面為界，地函與地核間則為古氏不連續面。地函又分為上部地函、過渡帶及下部地函，上部地函包含岩石圈及軟流圈，一般認為軟流圈的形成是由於大量放射性元素衰變加熱所形成，此部分使得外層岩石圈緩慢的移動，為板塊構造學說的重要部分。

## 地球上的水
海洋
海洋是水圈的成員之一，也是鹽水體的主要來源。地表將近71%是由海洋所覆蓋（面積約362萬平方千米），是一個連續的水體，通常被分為數個主要的洋以及較小的海。超過一半以上的地區水深超過3000公尺（約9800英尺）深。幾乎所有的海水的鹽度濃度落在30~38ppt這個範圍，而洋的鹽度平均約為千分之三十五左右（35ppt；3.5%）。各大洋雖然有獨立的名稱，實際上是為一個整體，這些相連的鹽水體通常被視為世界洋或全球洋(World Ocean or global ocean)。主要的海洋有（由大至小排序）：太平洋，大西洋，印度洋，南大洋和北冰洋。
河川
河川是一個天然的水道，通常為淡水，流向海洋、湖泊或另一條河川。在少數的情況下，河川在進入另一個水體之前，會先流入地面或完全蒸發。小河流又被稱為溪流、小溪或小河（stream, creek and brook）。河川是水文循環的一個部分，可以收集地表徑流水；補充地下水及泉水；將儲存型態為冰川和積雪的水資源釋出至環境中。

## 大氣，氣候和天氣
地球上的大氣層是維持生態系統運作的一個重要因素，這層壟罩地球的薄薄的氣體是由重力所吸引聚集而成。乾燥空氣是由78%的氮氣、21%的氧氣及1%的氬氣及惰性氣體，如二氧化碳所組成。其它氣體通常被稱為微量氣體，其中有溫室氣體，如水蒸氣、二氧化碳、甲烷、一氧化二氮、臭氧。過濾後的空氣有其它微量化學物質的蹤跡。在未過濾的空氣中，存在著許多微量的自然物質，包括灰塵，花粉和孢子，浪花，火山灰和流星。各種化學物質也可能存在於空氣中，如氯（元素或化合物）、氟化合物、元素汞、二氧化硫和硫的化合物如SO2。地球大氣的臭氧層能夠減少紫外線(UV)輻射到達地球表面的量，保護地表上生物的DNA不被紫外線損壞。大氣層還有調節氣溫的功能，在晚間可以保存熱量，減少每日極端溫度的產生。
主要大氣層
地球的大氣層可被分為五個部分，會隨著海拔的改變而有溫度上的增加或減少。從最高到最低為：
- 外氣層：大氣層的最外層，主要由氫氣及氦氣組成。
- 游離層：又稱增溫層、電離層，游離層的頂部是外氣層的底部，其頂部離地面約800公里，國際太空站也在此層。
- 中間層：又稱中氣層，高度約在50到85公里處，氣溫隨高度上升而下降。
- 平流層：又稱同溫層，頂端距地表約50公里，底端距地表約10公里，此層幾乎沒有上下對流，又因為含有大量臭氧，也被稱為臭氧層。
- 對流層：最接近地面的大氣層，有旺盛的對流作用，天氣現象發生在此層，對流層溫度隨高度而降低，平均每上升100公尺，溫度下降約0.6度。

氣候
氣候包括溫度，濕度，氣壓，風力，降水量，大氣粒子數及眾多其他氣象要素在很長時期及特定區域內的統計數據。與氣候相比，天氣是指這些氣象要素在近兩周內的實時狀態。氣候可根據不同氣象要素的平均範圍和特殊範圍進行分類，最常採用的變數為溫度和降水量。其中最常使用Koppen氣候分類系統。
天氣
天氣是指在特定時間內、特定大氣區域內的所有現象。多數的天氣現象發生在對流層。天氣一般是指一天內的溫度及降水活動，而氣候是指長時間內的平均大氣狀況。在無特別指明的情況下，天氣通常指的是地球上的天氣。天氣的產生是因為地區之間密度（溫度和濕度）的不同所造成的。

## 生物群落
生物聚落的概念類似於生態系統。在生態學上氣候條件相似，並以氣候和地理條件來劃分區域，如植物聚落、動物聚落及土壤生物聚落。生物群落可依照下列的特徵來分類，如植物構成（如樹木，灌木和草），葉型（如闊葉林和針葉），株距（森林、林地、草原），和氣候。

## 生物地質化學循環

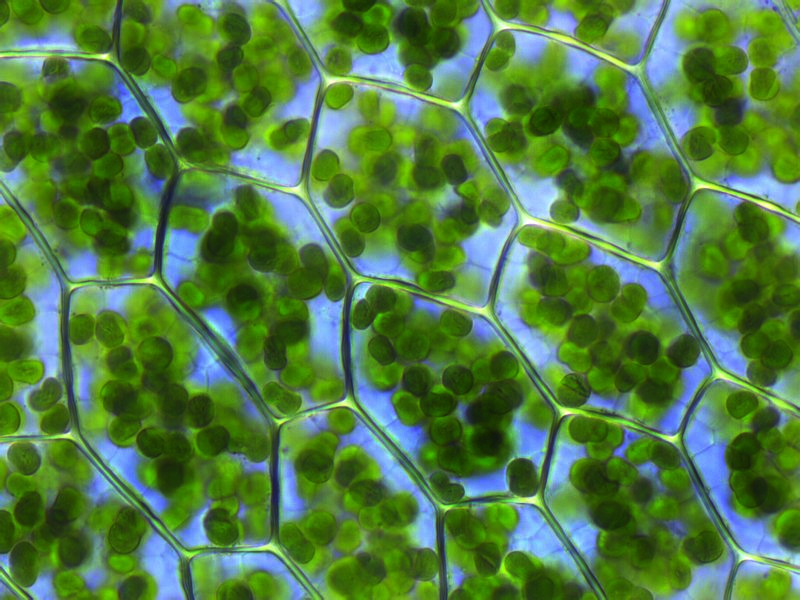
葉綠體進行光合作用，存在于植物細胞和其他真核生物。These are Chloroplasts visible in the cells of Plagiomnium affine — Many-fruited Thyme-moss.

生物地质化学循环（Biogeochemical Cycle，又称作生态系统的物质循环）在生态学上指的是化学元素或分子在生态系统中划分的生物群落和无机环境之间相互循环的过程。这使得相关的元素得以循环，虽然实际上在某些循环中化学元素被长期积聚在同一个地方而不发生移动。
- 氮循環是指自然界中氮與含氮化合物之間的轉化作用，可分為五大作用，分別為同化作用、氨化作用、硝化作用、脫硝作用及固氮作用。
- 水循環是指水在地球表面上方及下方連續的移動狀態。在水循環內，水可經由固體、液體、氣體等不同型態存在於不同的地區。雖然隨著時間的推移，地球上的水已達到穩定的平衡狀態，個別的水分子仍然可以自由的移動。
- 碳循環是指地球上生物圈、土壤圈、岩石圈、水圈和大氣之間的碳交換現象。
- 氧循環是指氧在其三大貯存庫（大氣、生物圈和岩石圈）中的移動情形，氧循環主要透過光合作用來推動。
- 磷循環是指磷在岩石圈、水圈和生物圈的移動，磷及其化合物通常是以固體的形式存在。

- 氮循環
- 水循環
- 碳循環
- 氧循環
- 磷循環

1. ↑  Johnson, D. L.; Ambrose, S. H.; Bassett, T. J.; Bowen, M. L.; Crummey, D. E.; Isaacson, J. S.; Johnson, D. N.; Lamb, P.; Saul, M.; Winter-Nelson, A. E. . Journal of Environmental Quality. 1997, 26 (3): 581–589. doi:10.2134/jeq1997.00472425002600030002x （英语）.
2. ↑  Symons, Donald. . New York: Oxford University Press. 1979: 31. ISBN 0-19-502535-0 （英语）.